# Leskia arturi
Leskia arturi är en tvåvingeart som beskrevs av Guimaraes 1975. Leskia arturi ingår i släktet Leskia och familjen parasitflugor. Inga underarter finns listade i Catalogue of Life.